# Olesicampe virginiensis
Olesicampe virginiensis är en stekelart som först beskrevs av Henry Lorenz Viereck 1921.  Olesicampe virginiensis ingår i släktet Olesicampe och familjen brokparasitsteklar. Inga underarter finns listade i Catalogue of Life.